# 姆佩索巴

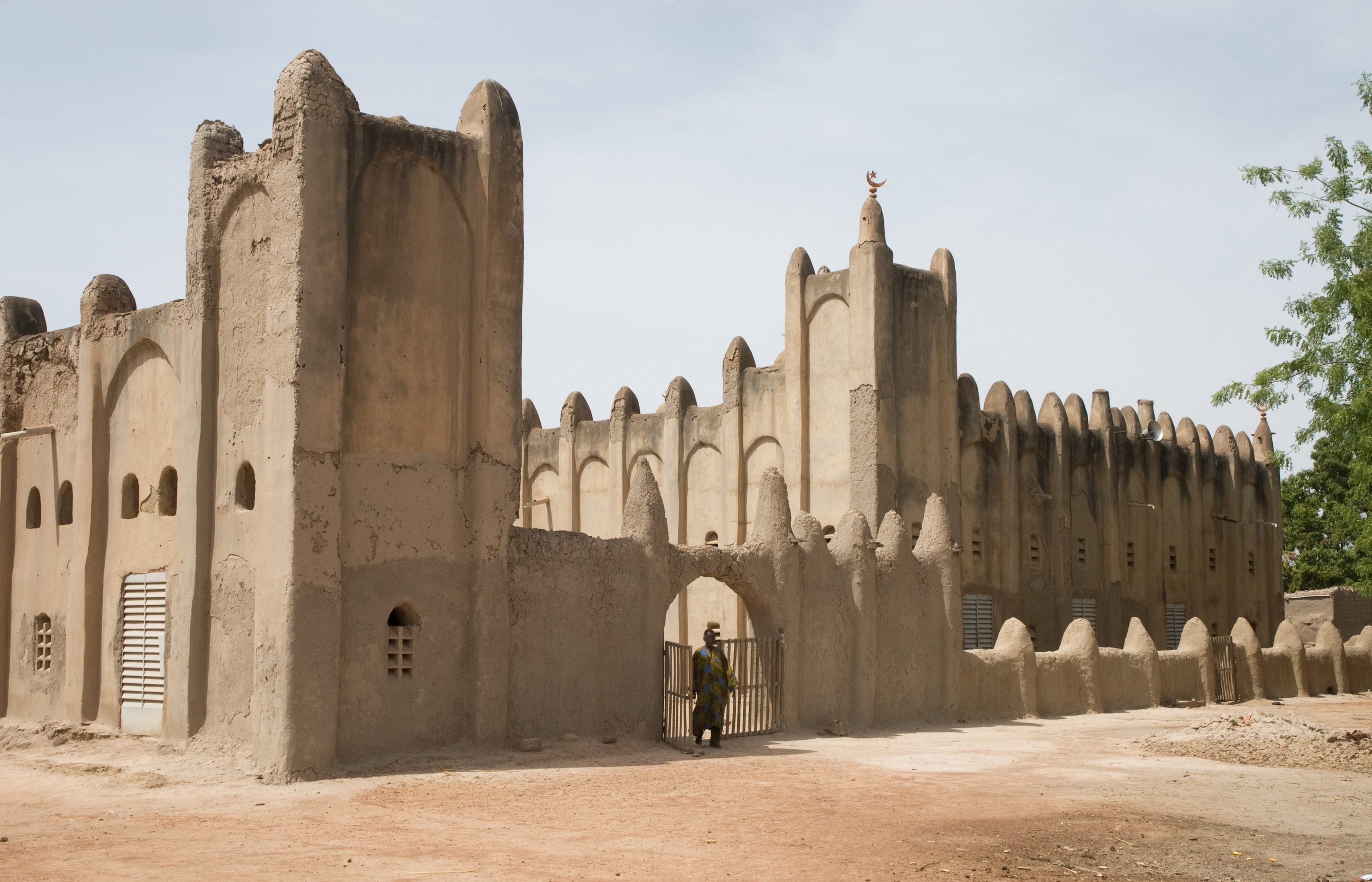
姆佩索巴的清真寺

姆佩索巴（法語：M'Pessoba），是馬里的城鎮，位於該國南部，由錫卡索區的庫蒂亞拉省負責管轄，處於庫佳拉西北面40公里，面積490平方公里，海拔高度303米，2009年人口36,297，人口密度每平方公里74.08人。